# آرنگارد (داکوتای شمالی)
آرنگارد(به انگلیسی: Arnegard) شهری در ایالت داکوتای شمالی کشور ایالات متحده آمریکا است که جمعیت آن در سرشماری سال ۲۰۱۰ میلادی، ۱۱۵ نفر بوده‌است.